# Cimetière Saint-Jean
Le cimetière Saint-Jean est un cimetière situé à Caen. Ouvert dans les années 1780, il ne reçoit plus de corps.
Le site est classé depuis le 30 mars 1939.

## Situation
Le cimetière est situé au no 16, rue de Canchy, sur les hauteurs de Vaucelles. On peut également y accéder depuis le jardin public de la venelle aux Champs, à l'ouest.

## Histoire
Le 1er mars 1780, le parlement de Normandie confirme un arrêt du bailliage de Caen de 1779 ordonnant le transfert des cimetières urbains en dehors de la ville. Situé dans une zone dense, le cimetière de la paroisse Saint-Jean qui s'étend le long des collatéraux et du chevet de l'église Saint-Jean est trop exigu. La paroisse, recouvrant un secteur entièrement urbanisée, fait l'acquisition en octobre 1783 d'un terrain situé de l'autre côté de l'Orne, dans la paroisse Saint-Michel de Vaucelles. Il s'agit d'une ancienne carrière à ciel ouvert, où l'on extrayait de la pierre de Caen.
Situé à l'origine à la périphérie de la ville, le cimetière est rattrapé par l'extension urbaine qui se diffuse au sud de Vaucelles à la Belle Époque.

## Sépultures et monuments remarquables
Historiquement, la paroisse Saint-Jean était celle de l'aristocratie et des notables, ce qui explique la richesse du patrimoine funéraire de ce cimetière.
- Le calvaire au centre du cimetière. Bénit le 13 mars 1870, il est situé à l'emplacement du premier calvaire érigé au XVIIIe siècle. Il est l’œuvre d'Yves Hernot (père et fils).
- Gisants des curés de la paroisse, entourant le calvaire.
- Caveau de la famille de Le Menuet de La Jugannière, où est inhumé Pierre Le Menuet de La Jugannière, magistrat et homme politique, décédé en 1835.
- Tombe de Pierre Claude Loyal, l'un des premiers Monsieur Loyal, décédé en 1867.
- Tombe d'Arcisse de Caumont, historien et archéologue, décédé en 1873. La tombe est l’œuvre de Georges Bouet.
- Monument en l'honneur de François-Gabriel Bertrand, maire de Caen, décédé en 1875.

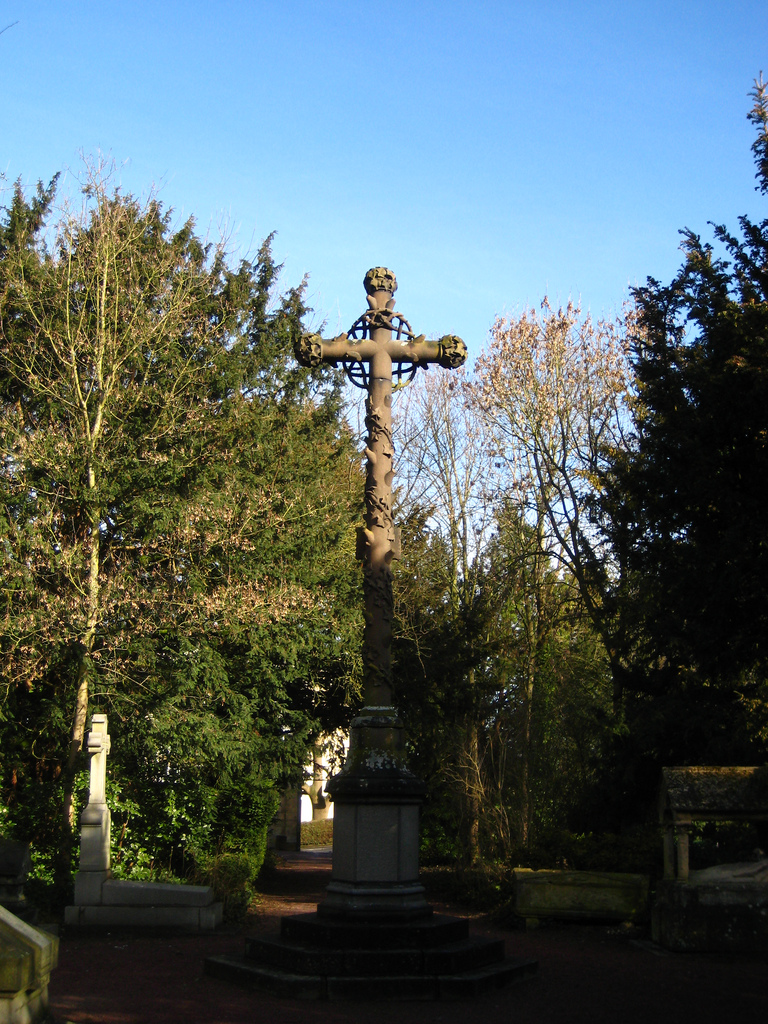
Calvaire d'Yves Hernot
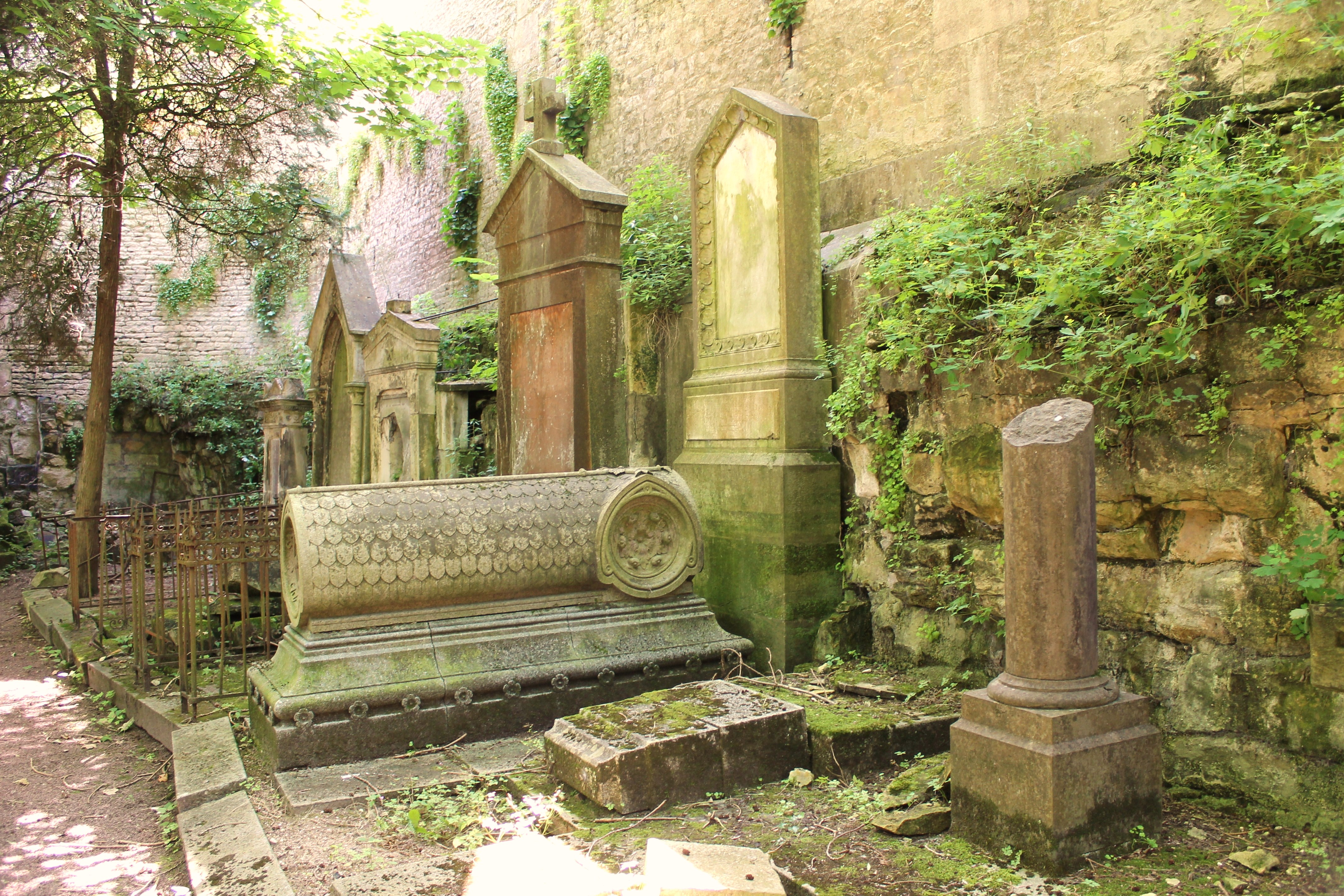
Tombe d'Arcisse de Caumont
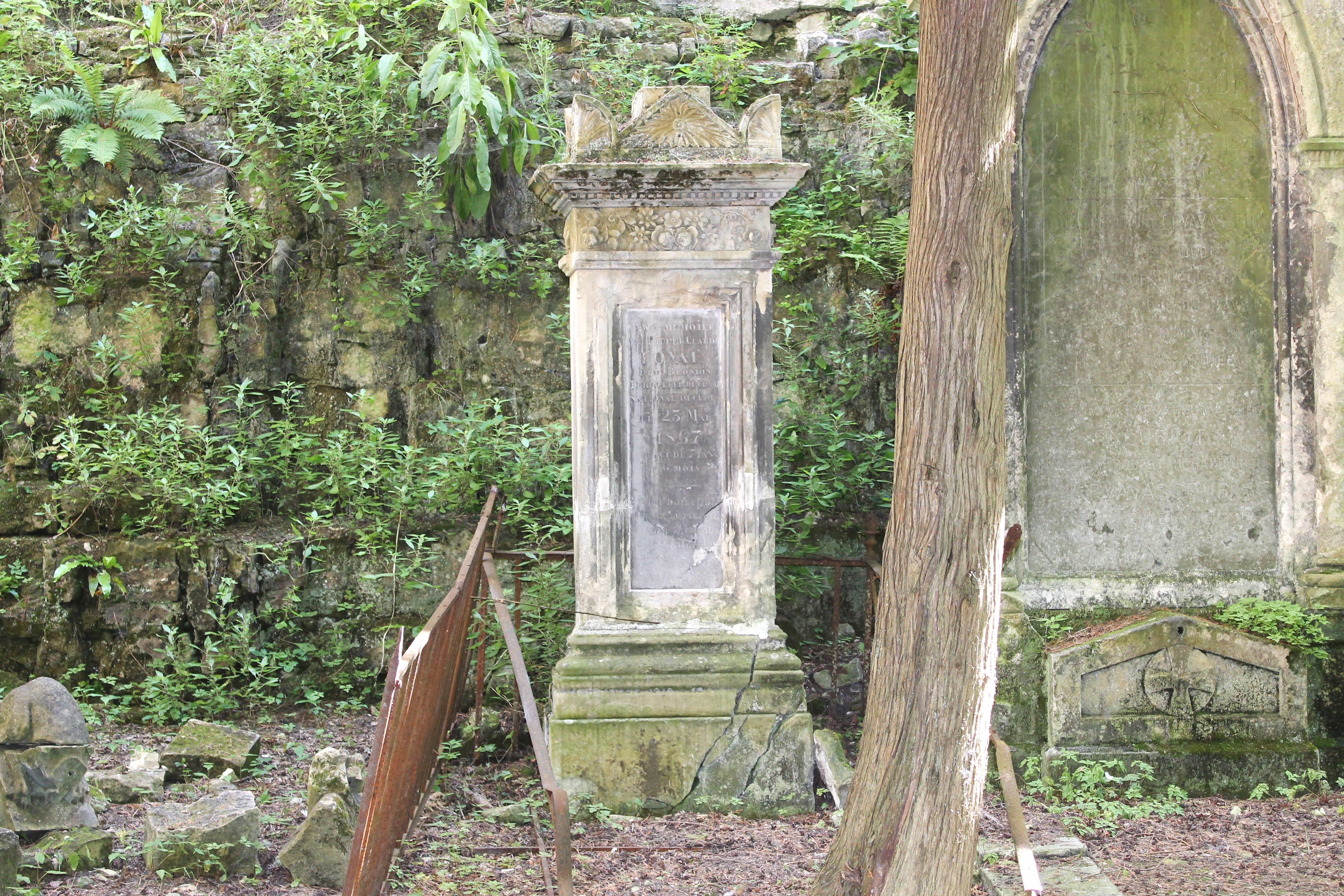
Tombe de Pierre Claude Loyal
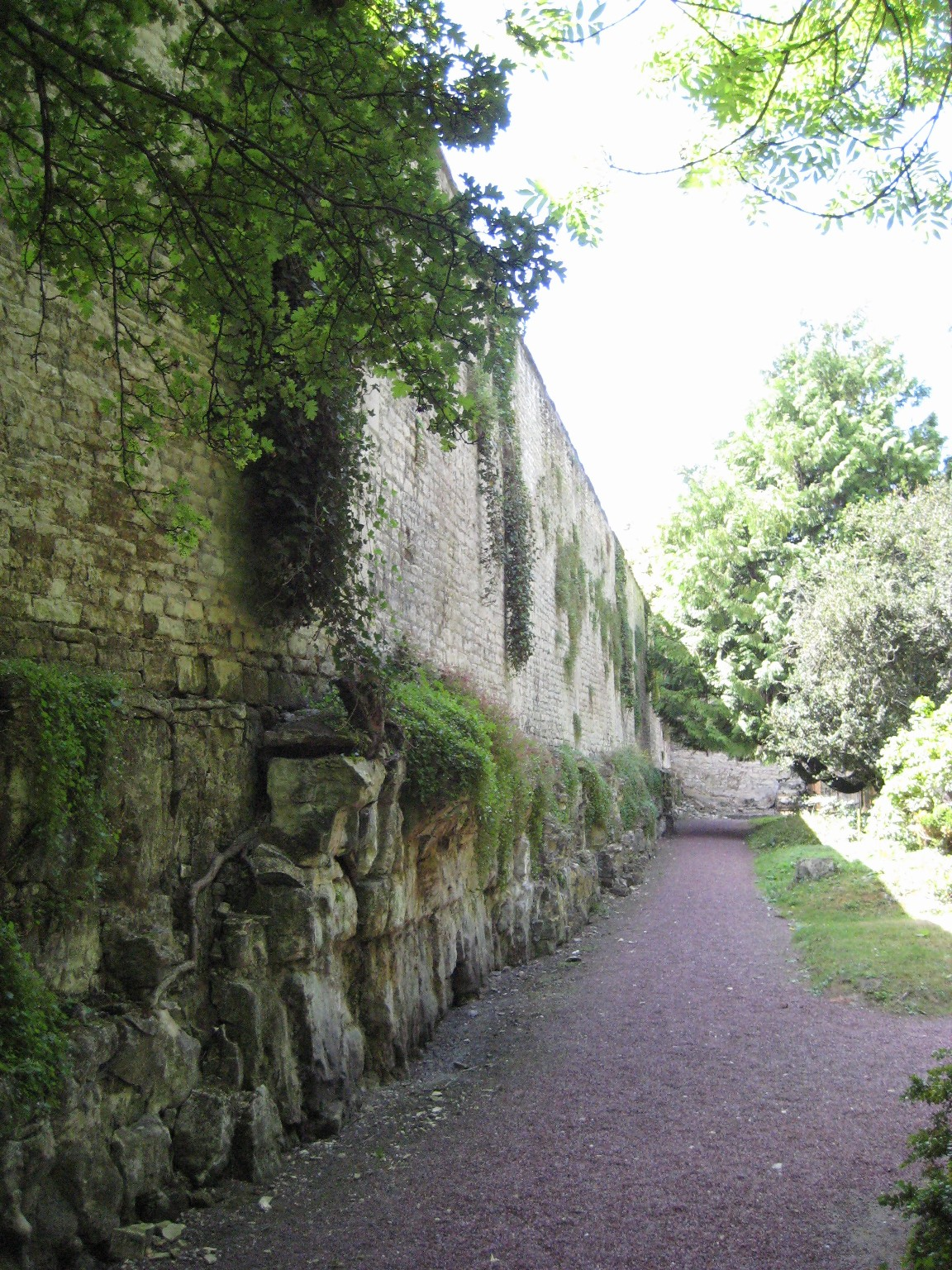
Ancien front de carrière